# 로페 데 베가

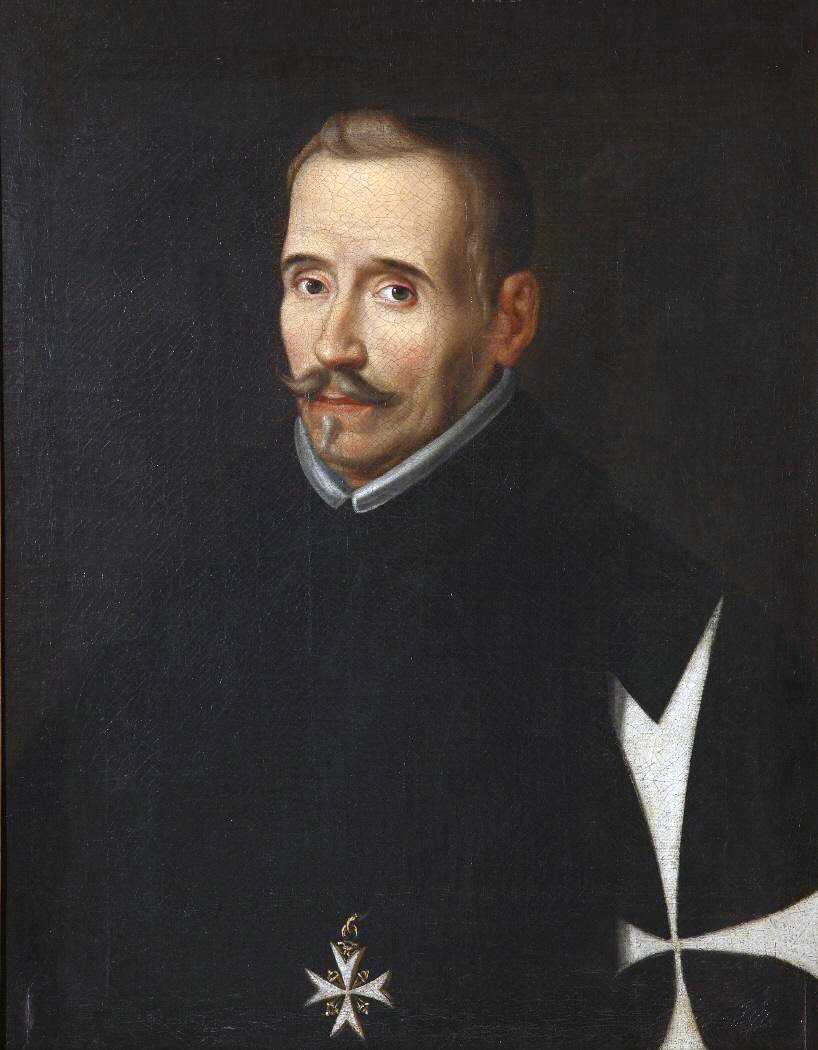
로페 데 베가의 초상화

로페 데 베가(Lope de Vega, 1562년 ~ 1635년)는 스페인의 극작가이다. 본명은 펠릭스 로페 데 베가 이 카르피오(Félix Lope de Vega y Carpio).

## 소개
1562년 11월 25일 마드리드에서 자수(刺繡)를 업으로 하는 부모 밑에서 태어났다. 복잡한 여자 문제를 안고 있었던 그의 아버지를 닮아 젊어서부터 타고난 여성 편력가였던 로페는 1635년 8월 마지막 숨을 거둘 때까지 수많은 여성들과 끊임없이 염문을 뿌렸는데, 이로 말미암아 그의 인생은 각종 불륜과 크고 작은 사건들과 함께 수많은 부침(浮沈)으로 점철되고 말았다. 그러나 방대한 그의 문학작품들이 보여 주는 경이로운 다양성의 자양분이 바로 그의 이러한 파란만장했던 삶이었음은 또한 부인할 수 없는 사실이다.
로페의 문학은 스페인 문학의 황금시대가 전개되었던 르네상스와 바로크라는 두 시대의 미학적 조류가 형성되고 종합되는 연결 고리였다고 할 수 있는데, 세르반테스가 소설의 근대적 모델을 제시하며 세계문학사에서 전무후무한 업적을 이루어 냈다고 한다면, 로페는 이와 동일한 성과를 연극을 비롯한 문학의 다양한 분야에서 달성해 낸 인물이었다. 특히 로페의 문학사적 업적은 무엇보다도 ‘국민 연극(Teatro nacional)’의 확립을 통한 연극의 대중화에 있다고 할 수 있다. 그는 16세기까지 소수 엘리트 계층의 전유물이었던 연극을 로페는 철저하게 대중의 기호에 맞는 극작을 통해 대중화에 성공했고, 따라서 로페 이후 스페인 연극은 비로소 누구나 즐길 수 있는 대중적 예술로 확실하게 자리 잡았던 것이다. 연극의 대중화 이후 스페인 연극은, 아리스토텔레스의 3단일성 원칙의 파기, 두 시간 정도의 공연 시간과 3000행 정도 분량의 3막 연극 정착, ‘익살꾼(gracioso)’의 역할 증대 등, 형식상에서 실로 파격적인 혁신을 이룩하게 된 것이다.
형식적으로 로페는 이와 같이 가히 혁명적이라 할 수 있는 극적 쇄신을 이루었지만, 연극 작품들에서 보이는 그의 신념과 가치관은 스페인의 오랜 전통과 맞닿아 있었다. 즉, 로페는 자신의 수많은 희곡 작품들 안에 스페인의 모든 유형의 인간상과 그들이 살아가는 인생을 용해해 이를 연극 무대를 통해 보여 주었던 것이다. 당시 스페인인들의 관심을 끌 만한 어떤 역사적 혹은 동시대적 주제나 사건, 이데올로기, 또는 인물들 중에서 상상을 초월할 만큼 방대한 로페의 극작품 망에 걸리지 않은 것이 없을 정도였다. 그는 결코 당시의 가치관과 대립하며 불안감을 조성하지 않았다. 오히려 그는 당시의 스페인인들이 느꼈던 바를 절묘하게 표현해 이를 연극이라는 예술 작품으로 승화시킴으로써, 여러 가지 정치적, 경제적, 사회적 어려움들로 인해 절체절명의 위기에 처했던 17세기 초 스페인의 위태롭고 처절했던 모습과 이를 타파하기 위한 영웅적 몸부림들을 가장 적절하고 명확하게 묘사했던 것이다.

## 과수원지기의 개
＜과수원지기의 개(El perro del hortelano)＞는 1613년에 창작되어 1618년에 스페인 마드리드에서 출간된 순수 희극 작품으로, 로페 데 베가의 희극적 재능이 유감없이 발휘된 그의 대표작이라 할 수 있다. 17세기 초의 스페인 연극은 비극보다는 순수 희극 작품들이 주류를 이루었는데, 이 ＜과수원지기의 개＞야말로 당시의 이러한 극적 경향을 가장 온전하게 나타내는 대표적 희극 작품들 중의 하나로 평가받고 있다.
연극은 정확한 시기를 알 수 없는 이탈리아의 가공(架空)의 도시 벨플로르(Belflor)와 이국적 정취의 이 도시에 위치한 환상적이고 낯선 분위기의 한 성을 배경으로 벌어지는 젊고 아름다운 디아나(Diana) 백작과 그녀의 비서 테오도로(Teodoro) 간의 로맨스를 주제로 한다. 로페 데 베가는 이런 ‘궁중 환상극’ 기법을 통해 당시 관객들에게 자신의 희극 세계를 펼쳐 보였다. 21세기 들어 ＜과수원지기의 개＞는 스페인에서 다른 형태로 개작되어 상업 영화로 만들어지기도 하는 등, 최근의 학자와 비평가들 사이에서 새롭게 주목받고 있다.

## 참고 자료
- 윤용욱 역, 지만지, ISBN 978-89-6406-754-3